# José Francisco Coelho (político português)

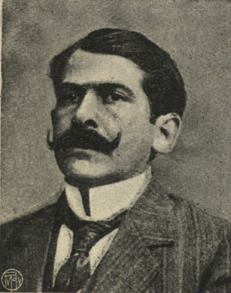
José Francisco Coelho

José Francisco Coelho foi um Governador Civil de Faro entre 30 de Agosto de 1919 e 2 de Fevereiro de 1921.